# Allopeas
Allopeas са род сухоземни тропически коремоноги мекотели от семейство Subulinidae.

## Видове
Видовете от род Allopeas са както следва:
- Allopeas clavulinum (Potiez & Michaud, 1838)[2]
- Allopeas gracile (Hutton, 1834)[3] – типов вид[4]
- Allopeas mauritianum (Pfeiffer, 1852)[5]
- Allopeas micra (d’Orbigny, 1835)[6]
- Allopeas myrmekophilos R. Janssen, 2002[7]